# CF Base Abarán
Club de Fútbol Base Abarán byl španělský fotbalový klub sídlící ve městě Abarán v Murcijském regionu. Klub byl založen v roce 1992, zanikl v roce 2012.
Své domácí zápasy hrál klub na stadionu Estadio Las Colonias s kapacitou 2 500 diváků.

## Umístění v jednotlivých sezonách
Legenda: Z - zápasy, V - výhry, R - remízy, P - porážky, VG - vstřelené góly, OG - obdržené góly, +/- - rozdíl skóre, B - body, červené podbarvení - sestup, zelené podbarvení - postup, světle fialové podbarvení - přesun do jiné soutěže
| Sezóny  | Liga                        | Úroveň | Z  | V | R | P  | VG | OG | +/- | B  | Pozice |
| ------- | --------------------------- | ------ | -- | - | - | -- | -- | -- | --- | -- | ------ |
| 2009/10 | Tercera División – sk. XIII | 4      | 38 | 8 | 7 | 23 | 26 | 81 | -55 | 31 | 16.    |
| 2010/11 | Tercera División – sk. XIII | 4      | 38 | 9 | 9 | 20 | 28 | 47 | -19 | 36 | 17.    |
| 2011/12 | Tercera División – sk. XIII | 4      | 36 | 6 | 7 | 23 | 42 | 81 | -39 | 25 | 18.    |